# Liste der denkmalgeschützten Objekte in Seekirchen am Wallersee
Die Liste der denkmalgeschützten Objekte in Seekirchen am Wallersee enthält die 5 denkmalgeschützten, unbeweglichen Objekte der Gemeinde Seekirchen am Wallersee.

## Denkmäler
| Foto |                 | Denkmal                                                                                        | Standort                                           | Beschreibung | Metadaten |
| ---- | --------------- | ---------------------------------------------------------------------------------------------- | -------------------------------------------------- | --- | --- |
| ja   | Datei hochladen | Anlage Kollegiatstift Seekirchen mit Nebengebäuden HERIS-ID: 110716 Objekt-ID: 128437          | Stiftsgasse 2 Standort KG: Seekirchen Markt        | In diesem Objekt ist das Gebäude des 1679 gegründeten Kollegiatstifts Seekirchen mit seiner ehemaligen Kirche, der heutigen Stadtpfarrkirche Seekirchen zusammengefasst. | BDA-Hist.: Q16832594 Status: § 2a Stand der BDA-Liste: 2025-06-30 Name: Anlage Kollegiatstift Seekirchen mit Nebengebäuden GstNr.: .2, .3/1, .1, .4 Kollegiatstift Seekirchen                  |
| ja   | Datei hochladen | Aufnahmsgebäude Seekirchen HERIS-ID: 16063 Objekt-ID: 12317                                    | gegenüber Bahnhofstraße 64 Standort KG: Seewalchen | | BDA-Hist.: Q37806853 Status: Bescheid Stand der BDA-Liste: 2025-06-30 Name: Aufnahmsgebäude Seekirchen GstNr.: 193 Aufnahmsgebäude Bahnhof Seekirchen am Wallersee                             |
| ja   | Datei hochladen | Kath. Filialkirche hl. Maria Magdalena in Wallsee-Zell (Zell) HERIS-ID: 16065 Objekt-ID: 12319 | Bayerham 10 Standort KG: Seewalchen                | Der kleine Saalbau besteht aus einem im Kern spätgotischen Langhaus und einem spätgotischen Chor mit Netzrippengewölbe. Der barocke Giebelreiter stammt aus dem Jahr 1684 und erhielt 1771 seinen Zwiebelhelm. Der Altar wurde 1707 geschaffen. | BDA-Hist.: Q37806901 Status: § 2a Stand der BDA-Liste: 2025-06-30 Name: Kath. Filialkirche hl. Maria Magdalena in Wallsee-Zell (Zell) GstNr.: 901 Filialkirche Maria Magdalena, Wallersee-Zell |
| ja   | Datei hochladen | Schloss Seeburg HERIS-ID: 16099 Objekt-ID: 12354                                               | Seeburgstraße 8 Standort KG: Seewalchen            | Das Schloss wird gesichert zum ersten Mal Ende des 15. Jahrhunderts erwähnt, seine heutige Gestalt stammt aber von Umbauten aus dem mittleren 18. Jahrhundert, aus dieser Zeit stammt auch die Schlosskapelle St. Rupert. Um 1850 wurde noch das Hauptgebäude aufgestockt. Die Anlage besteht aus einem rechteckigen Hauptgebäude mit Walmdach, der Kapelle und einer umgebenden Ringmauer mit vier Rundtürmen. | BDA-Hist.: Q2243480 Status: § 2a Stand der BDA-Liste: 2025-06-30 Name: Schloss Seeburg GstNr.: 254, 255 Schloss Seeburg (Seekirchen)                                                           |
| ja   | Datei hochladen | Kath. Filialkirche hl. Nikolaus in Waldprechting HERIS-ID: 16064 Objekt-ID: 12318              | Waldprechtinger Höhe 21 Standort KG: Waldprechting | Die Filialkirche stammt aus dem frühen 16. Jahrhundert und ersetzte eine ältere Kirche. Sie wurde im späten 17. und 128. Jahrhundert barock umgebaut. An das einfache Langhaus mit Satteldach und polygonalen Schluss ist ein im Kern spätgotischer Turm mit Doppelzwiebelhelm angebaut. Unterhalb des Gesims ist ein spätgotischer Fries sichtbar.                                                             | BDA-Hist.: Q16766038 Status: § 2a Stand der BDA-Liste: 2025-06-30 Name: Kath. Filialkirche hl. Nikolaus in Waldprechting GstNr.: 4062 St. Nikolaus (Waldprechting)                             |